# Megachile macularis
Megachile macularis är en biart som beskrevs av Dalla Torre 1896. Megachile macularis ingår i släktet tapetserarbin, och familjen buksamlarbin. Inga underarter finns listade i Catalogue of Life.